# Couvent des Filles de l'Union Chrétienne
Le couvent des Filles de l'Union Chrétienne est un couvent situé dans la ville de Tours dans le département d'Indre-et-Loire en France.

## Histoire
La grille d'entrée est inscrite au titre des monuments historiques par arrêté du 27 juin 1946.
Le monument n'a pas pu être localisé et semble avoir disparu selon la DRAC. Elle a en fait été déplacée vers 1960 à l'entrée du Musée du vin que la ville de Tours avait créé dans la commune voisine, Rochecorbon. Elle est toujours visible au 24 Quai de la Loire à Rochecorbon (37210).